# Calvin S. Hall
Calvin Springer Hall (* 18. Januar 1909 in Seattle, Washington; † 4. April 1985 in Santa Cruz, Kalifornien) war ein US-amerikanischer Tiefenpsychologe und Traumwissenschaftler. Er war der Sohn des gleichnamigen Bundesrichters Calvin S. Hall.

## Studium
Calvin S. Hall absolvierte seine Studien in Psychologie zuerst in Washington beim bekannten Verhaltensforscher Edwin Guthrie. Da er in Washington einen ROTC-Pflichtkurs verweigerte, war er gezwungen, an die Berkeley Universität nach Kalifornien zu wechseln, wo er beim Verhaltensforscher Edward Tolman 1930 seinen ersten Abschluss machte. Nach weiteren drei Studienjahren bei Tolman und Robert Tryon gelang 1933 der Abschluss mit Ph.D.
Bis dahin hatte Hall sich vor allem mit Verhaltensexperimenten an Ratten beschäftigt. Es gelang ihm zu beweisen, dass bei gleichem genetischen Ausgangsmaterial verschiedene Umstände zu verschiedenen Verhaltensgewohnheiten und Lernfähigkeiten führen konnten.

## Studien in Psychologie und Traumdeutung
Hall war 1935 bis 1975 einer der kreativsten Psychologen der USA. Sein maßgebliches Lebenswerk galt ab den 1940er Jahren der Traumdeutung, die er von der Klinik in eine normale, häusliche Atmosphäre brachte, da er erkannte, dass die Menschen zu Hause ganz andere Träume hatten als in der Klinik oder in einem Schlaflabor. Hall begann mit Träumen von Studentenkollegen und hatte am Ende seines Lebens über 50.000 Traumberichte zusammengestellt.
Halls empirische Studien zeigen auf, dass die Träume der verschiedenen Bevölkerungsgruppen auf der Welt sich eher ähneln als unterscheiden, abgesehen von Variationen, die sich aus kulturellen Unterschieden ergeben. Gleichzeitig fand er bei der Häufigkeit der Traumelemente große individuelle Unterschiede. Diese Unterschiede hängen nach Hall mit Umständen des täglichen Lebens, mit der emotionalen Beschäftigung und Interessen zusammen. Hall schlug vor, diesen Faktor als „Bindeglied“ (engl. „continuity“) zwischen Trauminhalt und Gedanken im Wachzustand zu bezeichnen.
Seine Arbeit mit Traumtagebüchern, die er mehrere Jahre lang führte, oder die von ein paar anderen Personen sogar über Jahrzehnte geführt wurden, zeigte eine erstaunliche Beständigkeit, was die Trauminhalte betrifft, auch wenn unbestritten einige Wechsel im realen Leben der träumenden Personen stattfanden.
Halls theoretische, methodische und empirische Studien über Träume außerhalb der Kliniken waren weltweit maßgebend. Auf der Grundlage seiner empirischen Traumstudien entwickelte Hall eine Traumtheorie mit folgenden Hauptpunkten:
- Träume drücken „Konzeptionen“ des Selbst aus, über Familienmitglieder, über den Freundeskreis, und über die soziale Umgebung aus.
- Träume decken Zustände auf über Schwächen, Durchsetzungsfähigkeit, Nicht-geliebt-Sein, Dominanz, und Feindseligkeit.
- Hall entdeckte auch eine Theorie der gleichnishaften Traumsymbolik, die sowohl in der Durchschnittsgesellschaft wie in der Dichtung vorkommt.

Zusätzlich zu seinen vielen wissenschaftlichen Traumpublikationen schrieb Hall zwei Volksbücher, Traumdeutungen (englisch Meaning of Dreams, 1953) und Das Individuum und seine Träume (englisch The Individual and His Dreams, 1972). Beide wurden Bestseller.

## Lehrtätigkeit an Universitäten und Weiterbildung
Den größten Teil seiner Lehrtätigkeit verbrachte Hall an der Case Western Reserve University (Cleveland, Ohio), daneben auch an der Syracuse University (1957–59), an der Universität von Miami (1959–60), und an der Katholischen Universität von Nijmegen (Niederlande) im Rahmen des Fulbright-Programmes (1960–1961).
Von 1961 bis 1965 studierte Hall am Traumforschungsinstitut in Miami die Träume aus Schlaflabors mit der Feststellung, dass sich die Träume in der Nacht inhaltsmäßig glichen. In dieser Zeit revolutionierten Hall und Robert Van de Castle die objektiven Studien über Trauminhalte mit ihrem umfassenden neuen Code-System.
1966 ließ sich Hall in Santa Cruz (Kalifornien) in einen Halbruhestand versetzen, führte gleichzeitig seine Traumforschung weiter und hielt von Zeit zu Zeit an der örtlichen Universität Seminare ab. Er war Co-Autor der Bücher über die Träume von Franz Kafka und eines Sexualstraftäter. Er verfolgte weiterhin seine Liebe zur großen Literatur, zur klassischen Musik und zur Oper, machte täglich Spaziergänge und Fahrradfahrten dem Meer entlang, und pflegte seinen Blumengarten. Seine Frau, Irene Hannah Sanborn, die er 1932 geheiratet hatte und von der er ab 1959 getrennt lebte, starb vor ihm. Er hatte einen Sohn, Dovre Hall Busch.

## Schriften
- Handbuch der experimentellen Psychologie. (original: Handbook of Experimental Psychology. 1951)
- Traumdeutungen. (original: The Meaning of Dreams. New York 1953)
- Handbuch über die freudianische Psychologie. (original: A Primer of Freudian Psychology. London 1954)
- Theorien zur Persönlichkeit. (original: Theories of Personality. 1957)
- mit Robert L. Van de Castle: Traumanalyse. (original: The Content Analysis of Dreams. New York 1966)
- mit Richard E. Lind: Dreams, Life and Literature: a Study of Franz Kafka. Chapel Hill, N. C. 1970.
- mit Vernon Nordby: Das Individuum und seine Träume. (original: The Individual and His Dreams. Olten 1972).
- mit Vernon Nordy: Handbuch der jungianischen Psychologie. (original: A Primer of Jungian Psychology. New York 1973)